# Sergei Andrejewitsch Loschkin

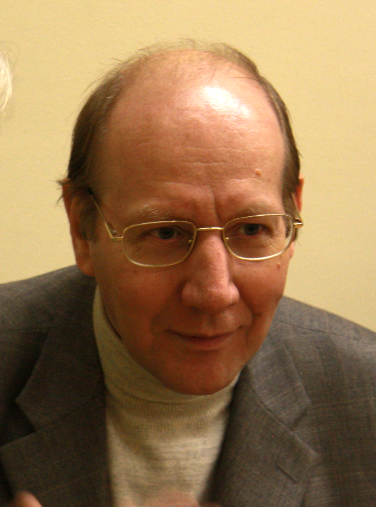
Sergei Andrejewitsch Loschkin

Sergei Andrejewitsch Loschkin (russisch Сергей Андреевич Ложкин; * 29. März 1951 in Kirow) ist ein sowjetisch-russischer Mathematiker, Kybernetiker und Hochschullehrer.

## Leben
Nach dem Abschluss an der Mittelschule Nr. 23 in Kirow 1968 mit einer Goldmedaille begann Loschkin das Studium an der Lomonossow-Universität Moskau (MGU) im 1. Kurs der Mechanisch-Mathematischen Fakultät (Mechmat). 1970 wurde er in den 3. Kurs der neuen Fakultät für Rechnermathematik und Kybernetik (WMK) übernommen. Das Studium schloss er 1973 mit Auszeichnung ab. Die Aspirantur an der WMK bei Oleg Borissowitsch Lupanow schloss er 1978 ab. Im selben Jahr verteidigte er mit Erfolg seine Dissertation über die Realisierung Boolescher Funktionen durch Schaltnetze aus funktionalen Elementen mit Verzögerungen für die Promotion zum Kandidaten der physikalisch-mathematischen Wissenschaften 1979.
Ab 1978 arbeitete und lehrte Loschkin am Lehrstuhl für mathematische Kybernetik der WMK der MGU. Er hielt Vorlesungen über Grundlagen der Kybernetik, Theorie der Regelsysteme und mathematische Modelle und Synthesemethoden für übergroße Integrierte Schaltkreise. 1990 wurde er zum Dozenten ernannt.
Loschkin entwickelte neue Methoden für genauere asymptotische Abschätzungen der sogenannten Shannon-Funktion. Damit lieferte er wichtige Beiträge zur Entwicklung der asymptotischen Theorie der Synthese von Regelsystemen. 1997 verteidigte er mit Erfolg seine Doktor-Dissertation über die asymptotische Abschätzung hoher Genauigkeit der Komplexität von Regelsystemen für die Promotion zum Doktor der physikalisch-mathematischen Wissenschaften 1998. 2003 folgte die Ernennung zum Professor. Seit Juli 2019 leitet er den Lehrstuhl für mathematische Kybernetik der WMK der MGU.

## Ehrungen
- Verdienter Professor der MGU (2009)[1]